# Ancorados (La Estrada)
Ancorados es una parroquia en el nordeste del término municipal del Ayuntamiento de La Estrada, en la provincia de Pontevedra, comunidad autónoma de Galicia, España.

## Límites
Limita con las parroquias de Callobre, Rubín, Rubín, Berres, Santo Tomás de Ancorados y Agar.

## Población
En 1842 tenía una población de hecho de 140 personas. En los veinte años que van de 1986 a 2006 la población pasó de 323 a 291 personas, lo cual significó una pérdida del 9,91%.
- Datos: Q3396697
- Multimedia: San Pedro de Ancorados, A Estrada / Q3396697